# 紫伪翼手参
紫伪翼手参（学名：Pseudocolochirus violaceus）为瓜参科伪翼手参属的动物。分布于马达加斯加、红海、斯里兰卡、孟加拉湾、新加坡、越南、菲律宾、印度尼西亚、澳大利亚以及中国大陆的香港、北部湾沿岸等地，主要栖息于悬浮物丰富的沙泥底以及水深18-67m。该物种的模式产地在菲律宾群岛。